# Рескрипт
Рескрипт — монарший указ, що мав силу закону; особлива форма опублікованого листа монарха до посадової особи, підданому з дорученням, вираженням подяки тощо.

## Історія
У Стародавньому Римі рескриптом називалася письмова відповідь імператора на подане йому для розв'язання питання, що мала силу закону.
Пізніше у Західній Європі рескрипт — акт монарха або Папи Римського в деяких справах, що потребують його затвердження. У дореволюційній Росії — доведений до загального відома лист царя на ім'я певної службової особи з покладенням на неї тих чи інших доручень, з висловленням подяки, оголошенням про нагороду і таке інше.

### Османська імперія
- Адалет-наме — султанський рескрпит, що засуджує місцеву адміністрацію[1].

### Японія
Важливе історичне значення мають рескрипти Японського імператора часів Мейдзі. 